# موسى كوليبالي (لاعب كرة قدم مواليد 1981)
موسى «إليمان» كوليبالي (بالفرنسية: Moussa Coulibaly)‏، من مواليد 19 مايو 1981، لاعب كرة قدم مالي.
هو يلعب مع نادي مولودية الجزائر.
هو يلعب مع منتخب مالي لكرة القدم.

## روابط خارجية
- موسى كوليبالي على موقع قاعدة بيانات كرة القدم.إي يو (الإنجليزية)
- موسى كوليبالي على موقع ناشيونال فوتبول تيمز (الإنجليزية)
- موسى كوليبالي على موقع كووورة
- موسى كوليبالي على موقع أوليمبيديا (الإنجليزية)